# Ter (rzeka)
Ter – rzeka w Katalonii mająca źródła w Pirenejach.
Przepływa przez Gironę i uchodzi do Morza Śródziemnego w regionie Costa Brava w miejscowości l'Estartit. Długość: 208 km.